# Col Quaternà
Il Col Quaternà (Knieberg in tedesco, 2.503 m s.l.m.) è una montagna delle Alpi Carniche che si trova in provincia di Belluno (Veneto), quasi al confine con la provincia di Bolzano (Trentino-Alto Adige).

## Geografia
Dalla vetta si possono ammirare a ovest le cime di Padola, il Gruppo del Popera, la Croda Rossa di Sesto e i Tre Scarperi, mentre a est i Frugnoni, il monte Cavallino, il Palombino e i Longerin.
Dal versante nord-orientale nasce il torrente Digon, tributario del Padola.

## Storia
Il monte è famoso perché durante la prima guerra mondiale è stato un ottimo punto di osservazione per le truppe italiane, che dominavano le Dolomiti di Sesto da questo colle.
Infatti sulla cima del colle sono ancora oggi presenti diversi resti di fortificazioni e trincee dell'epoca. La croce della vetta riporta in basso una lapide che ricorda i caduti della prima guerra mondiale.
Più a nord è visibile invece una delle ex-casermette della Guardia alla Frontiera presso la Sella dei Frugnoni, che presidiava i confini territoriali.
Il 13 luglio 1987, Papa Giovanni Paolo II è transitato su uno dei sentieri che conduce alla cima del monte. Infatti dove si trova questa iscrizione era già stata posta una statuetta raffigurante la Madonna nel 1967: "A Maria Regina delle vette e della pace".

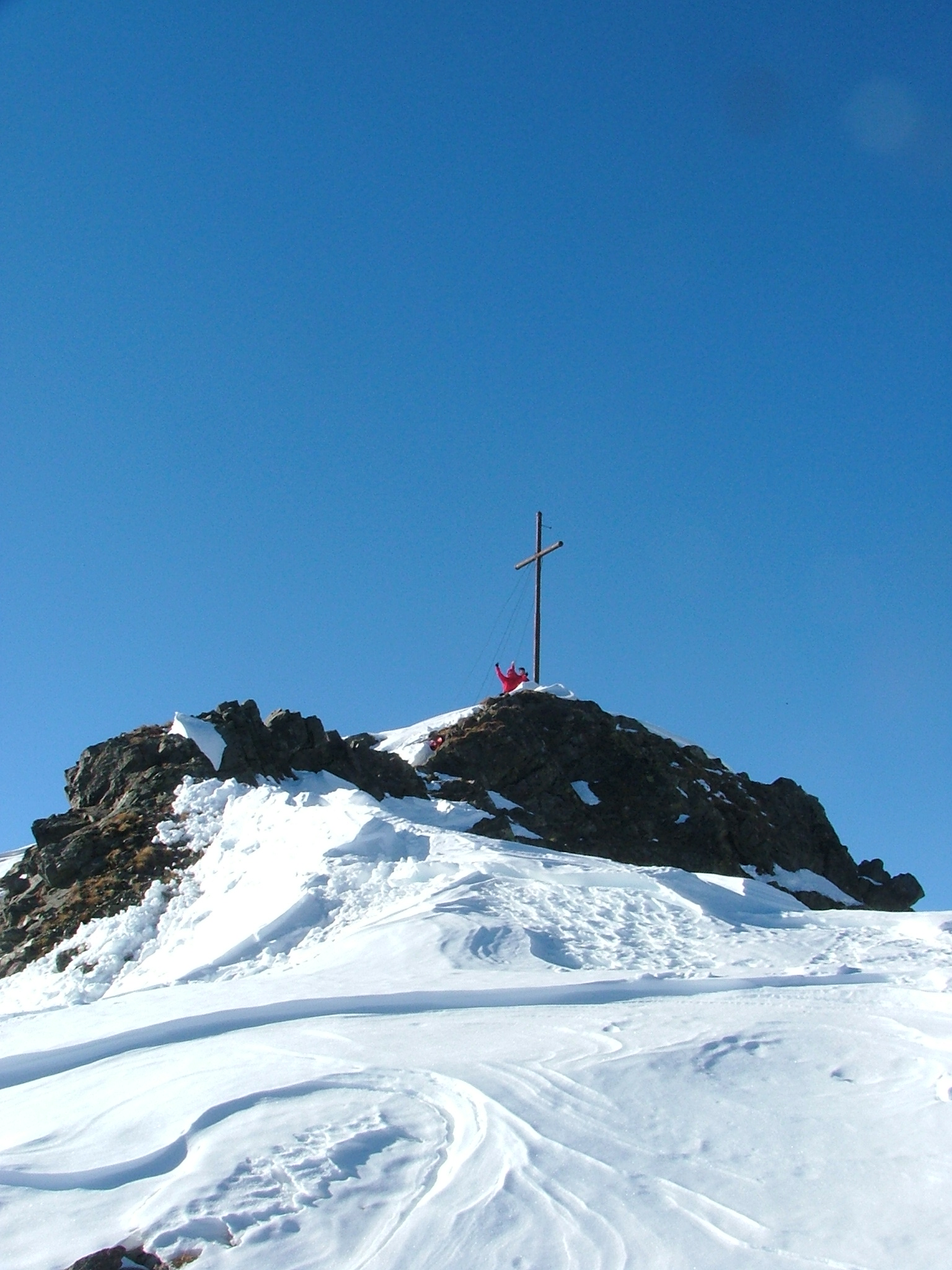
La cima del Quaternà innevata

## Punti d'accesso
La vetta è raggiungibile dal passo di Monte Croce di Comelico (1636 m) in 3.5 ore circa; o dalla malga Rinfreddo (1887 m) in 2.0 ore circa.

## Strutture ricettive
- Malga Rinfreddo (1887 m)[1]
- Malga di Nemes (1877 m)
- Malga di Coltrondo (1879 m)